# إراي أتاسيفين
إراي أتاسيفين (بالتركية: Eray Ataseven) (29 يونيو 1993 بإزميد في تركيا - ) هو لاعب كرة قدم تركي في مركز الوسط. شارك مع منتخب تركيا تحت 18 سنة لكرة القدم ومنتخب تركيا تحت 19 سنة لكرة القدم ومنتخب تركيا تحت 20 سنة لكرة القدم ومنتخب تركيا تحت 21 سنة لكرة القدم. أما مع النوادي، فقد لعب مع مانيساسبور وبالق أسير سبور.

## وصلات خارجية
- إراي أتاسيفين على موقع الاتحاد الأوربي (الإنجليزية)
- إراي أتاسيفين على موقع اتحاد تركيا (لاعب) (الإنجليزية)
- إراي أتاسيفين على موقع قاعدة بيانات كرة القدم.إي يو (الإنجليزية)
- إراي أتاسيفين على موقع Soccerway.com (الإنجليزية)
- إراي أتاسيفين على موقع عالم كرة القدم.نت (الإنجليزية)